# Região Autônoma do Sul do Sudão (2005–2011)
Sul do Sudão  (em árabe: حكومة جنوب السودان Ḥukūmatu Janūbi s-Sūdān) foi uma região autônoma, composta por dez estados do sul do Sudão entre a sua formação em julho de 2005 e a independência como República do Sudão do Sul em julho de 2011. O governo autônomo foi inicialmente estabelecido em Rumbek e mais tarde mudou-se para Juba. Fez fronteira com a Etiópia, a leste; Quênia, Uganda e República Democrática do Congo ao sul; e República Centro-Africana ao oeste. Ao norte encontrava-se a região predominantemente árabe e muçulmana diretamente sob o controle do governo central. O estatuto de autonomia da região foi uma condição para um acordo de paz entre o Movimento/Exército Popular de Libertação do Sudão (SPLA/M) e o governo do Sudão representado pelo Partido do Congresso Nacional terminando a Segunda Guerra Civil Sudanesa. O conflito foi a mais longa guerra civil da África.

## História
O Egito, sob o governo do quediva Ismail Paxá, primeiramente tentou colonizar a região na década de 1870, estabelecendo a província de Equatória na porção sul. O primeiro governador do Egito foi Samuel Baker, comissionado em 1869, seguido por Charles George Gordon em 1874 e por Emin Paxá em 1878. A Guerra Mahdista da década de 1880 desestabilizou a província nascente, e Equatória deixou de existir como um posto avançado egípcio em 1889. Assentamentos importantes em Equatória incluíram Lado, Gondokoro, Dufile e Wadelai. Em 1947, as esperanças britânicas para juntar a parte sul do Sudão com Uganda foram frustradas pela Conferência de Juba, unificando o norte e o sul do Sudão.

### Guerra civil
A região foi afetada por duas guerras civis após a independência do Sudão - o governo sudanês lutou contra o exército rebelde Anya Nya de 1955 a 1972 na Primeira Guerra Civil Sudanesa e, em seguida, contra o Exército/Movimento Popular de Libertação do Sudão na Segunda Guerra Civil Sudanesa por quase 21 anos após a fundação do grupo em 1983 - resultando em negligência grave, falta de desenvolvimento infraestrutural e grande destruição e deslocamento. Mais de 2,5 milhões de pessoas foram mortas e mais de cinco milhões foram deslocadas externamente, enquanto outras foram deslocadas internamente, tornando-se refugiados como resultado da guerra civil e os impactos relacionados com a guerra.

### Acordo de paz e autonomia
Em 9 de janeiro de 2005, um tratado de paz foi assinado em Nairóbi, Quênia, terminando a Segunda Guerra Civil Sudanesa e restabelecendo a autonomia do sul. John Garang, então líder do Exército/Movimento Popular de Libertação do Sudão, comemorou o tratado, prevendo que "este acordo de paz mudará o Sudão para sempre." O tratado previa um referendo sobre a independência do Sudão do Sul, que se realizaria em 9 de janeiro de 2011, seis anos após a assinatura inicial. Também dividiu o rendimento do petróleo uniformemente entre o Norte e o Sul
A aplicação da lei sharia continuou no norte de maioria muçulmana, enquanto que no sul do Sudão, sua autoridade foi transferida para a assembleia eleita. O Sul do Sudão, em última instância, rejeitou a aplicação da lei sharia. No final de 2010, o presidente sudanês, Omar al-Bashir anunciou que, se o Sul do Sudão votasse pela independência, o Sudão adotaria totalmente a sharia como base para a legislação
O presidente Salva Kiir Mayardit e o Exército Popular de Libertação do Sudão  contestaram os resultados do censo sudanês de 2008, que reivindicou que o Sul do Sudão contabilizava por 21 por cento da população. O Exército Popular de Libertação do Sudão insistiu que o Sul do Sudão incluía mais perto de um terço da população nacional e que os sul-sudaneses tinham sido contados regressivamente.

### Referendo para a independência (2011)
Um referendo sobre a independência do Sul do Sudão decorreu entre 9 e 15 de janeiro de 2011. Os resultados preliminares divulgados pela Comissão do Referendo no Sul do Sudão em 30 de janeiro de 2011 indicaram que 98% dos eleitores selecionaram a opção de "separação", com 1% de selecionando "unidade". O Sul do Sudão tornou-se um país independente em 9 de julho de 2011, uma data estabelecida pelo Tratado de Naivasha. Em 31 de janeiro de 2011, o vice-presidente do Sudão Ali Osman Taha declarou a "aceitação" do governo sudanês dos resultados do referendo. Em 23 de janeiro de 2011, os membros de um comitê diretivo na governação pós-independência afirmou a jornalistas que depois da independência o território seria nomeado República do Sudão do Sul "por familiaridade e conveniência." Outros nomes que tinham sido considerados foram Azânia, República do Nilo, República de Cuxe e até mesmo Juwama, um amálgama para Juba, Wau e Malacal, três grandes cidades.

## Estados e condados

Darfur
Frente Oriental, área de operações em julho de 2006
Sudão do Sul
Abiei (realizaria referendo em 2011)
Cordofão do Sul e Nilo Azul (realizaria "consultas populares" em 2011)

O Tratado de Naivasha concedeu ao governo do Sul do Sudão autoridade sobre três províncias históricas (Bar-El-Gazal, Equatória e Alto Nilo), que anteriormente desfrutou de uma autonomia como Região Autônoma do Sul do Sudão entre 1972 e 1983. Não incluía Montes Nuba, Abiei e Nilo Azul. Abiei iria realizar um referendo sobre a adesão ao Sudão do Sul ou a permanência sob o controle sudanês, ao mesmo tempo que os Montes Nuba (Cordofão do Sul em conjunto) e Nilo Azul seriam obrigados a realizar "consultas populares".
O governo autônomo tinha autoridade sobre as seguintes regiões e estados do Sudão:
Bar-El-Gazal
- Bar-El-Gazal do Norte
- Bar-El-Gazal Ocidental
- Lagos
- Uarabe

Equatória
- Equatória Ocidental
- Equatória Central
- Equatória Oriental

Grande Nilo Superior
- Juncáli
- Unidade
- Alto Nilo

Os dez estados foram subdivididos em 86 condados.

### Área de Abiei
Abiei é uma região situada na fronteira entre o sul do Sudão e norte do Sudão do Sul que é reivindicada por ambos os lados. A região iria realizar um referendo sobre a adesão ao sul ou a parte norte remanescente, ao mesmo tempo que o referendo sobre a independência do sul, mas este foi adiado. Como parte do Tratado de Naivasha, uma Área de Administração de Abiei foi criada em 31 de agosto de 2008.